# Evangelie van de Nazorenen
Het evangelie van de Nazorenen, ook wel het evangelie van de Nazoreeërs is de naam voor een joods-christelijk evangelie. Er zijn in totaal tweeëntwintig passages bekend. Vrijwel alle van die passages komen voor in meerdere geschriften van Hiëronymus (ca. 347-420). De oorspronkelijke tekst van de geciteerde passages moet in de eerste helft van de tweede eeuw geschreven zijn. 
Meer in het algemeen waren de vroege kerkvaders van mening dat er binnen het vroegchristelijk jodendom slechts één joods-christelijk evangelie bestond. Dat was het evangelie van de Hebreeën. Dat zou geschreven zijn in het Aramees of Hebreeuws en gebaseerd op het canonieke evangelie van Matteüs. Als Hiëronymus het evangelie beschrijft dat nu het evangelie van de Nazorenen heet, doet hij dat meestal in termen als 'een evangelie van de Hebreeën dat gebruikt wordt door de Nazoreeërs'. Hiëronymus schreef dat hij het evangelie van de Hebreeën had ontvangen of mogen inzien van Nazoreeërs en vertaald had in het Grieks en Latijn. Een kopie van dat evangelie zou aanwezig zijn in de bibliotheek van Caesarea. De term 'evangelie van de Nazorenen' dateert uit de negende eeuw en werd voor het eerst gebruikt door Paschasius Radbertus (785-865). 

## Achtergrond
Epiphanius (ca. 310/315 – 403) is de belangrijkste auteur uit de oudheid over de Nazoreeërs. Hij beschrijft in zijn boek Panarion tachtig door hem ketters geachte groeperingen waaronder de Nazoreeërs. Hiëronymus volgt over het algemeen de opvattingen van Epiphanius maar zonder de polemische taal van Epiphanius te hanteren. Het is opvallend dat de Nazoreeërs in tegenstelling tot andere joods-christelijke groepen pas laat in de geschriften van de kerkvaders verschijnen. Dat is aan het eind van de vierde eeuw en tweehonderd jaar later dan bijvoorbeeld de eerste beschrijving van de Ebionieten. Het is onder meer die vaststelling die op het vakgebied tot verschillende opvattingen over de Nazoreeërs heeft geleid. Een daarvan is de hypothese dat de Nazoreeërs als georganiseerde ketterse groepering niet bestaan hebben maar slechts de benaming was voor Aramees/Syrisch sprekende christenen met een joodse achtergrond en opvattingen die niet wezenlijk verschilden van andere Aramees/Syrisch sprekende christenen.

## Interpretatie van de teksten
De teksten hebben nauwelijks een theologische inhoud. De belangrijkste onderwerpen zijn de joodse wet en het joodse volk. De rijke jongeling  (Matteüs 19:16-30) wordt in deze tekst verondersteld volgens de joodse wet te leven. Hij is echter niet in staat zijn naasten lief te hebben, wat in dit geval betekent dat hij zijn bezittingen niet wil delen met 'zijn broeders, de zonen van Abraham'. De Gelijkenis van de talenten is gericht tegen de personen met een extravagante leefwijze. Barabbas is 'de zoon van zijn vader', wat in dit geval waarschijnlijk de duivel betekent. 
Voor de groep waarin deze teksten ontstonden is de belangrijkste notie dat de rest van de joodse gemeenschap uit kinderen van Abraham bestaat die niet bereid of in staat zijn de Wet van Mozes te volgen. De auteur van deze teksten richt zich vooral tegen het joodse leiderschap en joodse instituties zoals de Joodse tempel.  De auteur lijkt teksten uit het Nieuwe Testament geselecteerd te hebben op grond van bruikbaarheid als materiaal om tegenstanders in een kwaad daglicht te kunnen stellen. De groep zelf moet een duidelijke christelijke identiteit gehad hebben. Zij bewonderden Paulus van wie de komst reeds voorspeld zou zijn door de profeet Jesaja. Joden konden alleen gered worden als zij tot het christendom overgingen.

## Aantal van elkaar onafhankelijke joods-christelijke evangeliën
Er is sinds begin twintigste eeuw een debat op het vakgebied geweest over het aantal van elkaar onafhankelijke joods-christelijke evangeliën. Er was en is consensus over het zelfstandige karakter van het evangelie van de Ebionieten. Het debat handelde over de vraag of het evangelie van de Hebreeën en het evangelie van de Nazoreeërs als twee van elkaar te onderscheiden zelfstandige evangeliën konden worden beschouwd. In de laatste decennia van de twintigste eeuw was een meerderheid op het vakgebied van opvatting dat dit inderdaad het geval was. Een minderheid bleef de opvatting verdedigen dat er slechts sprake zou zijn van twee van elkaar onafhankelijke joods-christelijke evangeliën. 
In het tweede decennium van de eenentwintigste eeuw is het debat hernieuwd op basis van een vernieuwde hypothese van Petri Luomanen dat er slechts sprake kan zijn van twee evangeliën. Hij publiceerde in 2012 Recovering Jewish-Christian sects and gospels. Ook in dat werk worden de door Hiëronymus geciteerde fragmenten geïnterpreteerd als teksten die aantonen dat de groep waarin die teksten ontstonden in grote onmin leefde met de rest van de joodse gemeenschap. Die teksten geven in de hypothese van Luomanen dan ook vooral hun voortdurende ruzies met de rabbi’s weer. In die hypothese worden de fragmenten in het werk van Hiëronymus verdeeld in een verzameling van specifieke anti-rabbijnse teksten en een resterend deel dat beschouwd wordt als deel van het evangelie van de Hebreeën, dat op die wijze dan ook gereconstrueerd wordt. In die hypothese is dan ook geen ruimte meer voor een evangelie van de Nazoreeërs.

## Inhoud
Het Evangelie van de Nazorenen lijkt vooral varianten en uitbreidingen te bieden op verzen en teksten in het canonieke evangelie volgens Matteüs. 

### Enkele uitbreidingen/ veranderingen/ afwijkingen op verhalen in het Matteüs-evangelie
(De hieronder vermelde teksten maken in de hypothese van drie joods-christelijke evangeliën deel uit van het  evangelie van de Nazorenen. In de  vernieuwde hypothese van twee joods-christelijke evangeliën maken deze deel uit van het evangelie van de Hebreeën.) 
- Uitbreiding op het verhaal over de vergiffenis (Matteüs 18:21-22): 
  - "[... maar tot zeventig maal zevenmaal.] Want ook bij de profeten is nog, nadat zij door de Heilige Geest gezalfd waren, zonde aangetroffen."[1][2]
    - Er wordt nadrukkelijk verwezen naar de profeten, die ondanks de inspiratie door de Geest toch ook gewoon mensen zijn gebleven met alle gebreken en tekortkomingen.
- Uitbreiding op het verhaal over de rijke jongeling (Matteüs 19:16-26):
  - "[... verkoop uw bezit en geef het aan de armen ... en volg mij.] Er staat immers in de wet: 'Heb je naaste lief als jezelf.' En zie, veel van je broeders, zonen van Abraham, zijn overdekt met modder en sterven van de honger, terwijl jouw huis vol ligt met vele goederen. Maar helemaal niets daarvan is voor hen. En Hij keerde zich om en zei tegen zijn leerling Simon, die bij Hem zat: 'Simon, zoon van Jona het is gemakkelijker, dat een kameel gaat door het oog van een naald dan dat een rijke het Koninkrijk Gods binnengaat.']"[1][3]
    - Er wordt duidelijk gemotiveerd waarom de rijke jongeling zijn bezittingen moet afstaan.
- Verandering op het verhaal van de gelijkenis van de talenten (vgl. Matteüs 25:15):
  - "één die het vermogen van zijn meester verbraste aan met hoeren en fluitspelers, één die de winst vermenigvuldigde en één die het talent verborg."[1][4]
- Uitbreiding op het verhaal van de man met de verschompelde hand (vgl. Matteüs 12:10-13):
  - "Ik was een steenhouwer en onderhield mijzelf met mijn handenarbeid. Ik smeek u, Jezus, om mijn gezondheid te herstellen, opdat ik mij niet hoef te schamen en door te bedelen voor mijn levensonderhoud."[5]